# 佩訥河
佩訥河（德语：Peene）是德國梅克倫堡-前波美拉尼亞州的河流，河道全長143公里，流域面積5,110平方公里，平均流量每秒20.6立方米，發源自格諾伊恩，注入库默罗湖。最終在安克拉姆注入佩内斯特龙河。

## 外部連結
- www.peenetal-landschaft.de （页面存档备份，存于） - Association for natural protection of the Peene river valley (German)